# 2 of Amerikaz Most Wanted
2 of Amerikaz Most Wanted – singel amerykańskiego rapera 2Paca. Gościnnie udzielił się Snoop Doggy Dogg. Utwór promował album All Eyez On Me z 1996 roku. W wokalach możemy również usłyszeć Daza Dillingera, członka Tha Dogg Pound. Autorami piosenki byli Tupac Shakur, Snoop Dogg i Daz Dillinger.
Singel został dodany do listy utworów kompilacji 2Pac’s Greatest Hits z 1998 roku. Remiks piosenki ukazał się także na składance pt. Nu-Mixx Klazzics (2003).

## Teledysk
Pierwszy reżyser został wycofany, ponieważ Shakur był niezadowolony z jego pracy. Nowym reżyserem klipu został Gobi M. Rahimi, późniejszy przyjaciel 2Paca.
Teledysk został nakręcony cztery miesiące przed śmiercią Tupaca. Wstęp do teledysku parodiuje Biggie’go Smallsa i Puff Daddy’ego, którzy rozmawiając z Makavelim, zrzucają winę na siebie nawzajem. Ta sytuacja była wzorowana na filmie Człowiek z blizną. W drugiej nieocenzurowanej wersji teledysku Shakur wraz z ochroniarzami wyjmują broń i celują do Biggiego i Puffa, po czym wstęp się kończy. Sam klip dotyczy problemów 2Paca i Snoop Dogga oraz ich gangsterskiego życia (Snoop: „It’s like Cuhz, Blood, gangbangin’...”) w czasie, gdy Shakur dopiero opuścił więzienie, a proces Snoop Dogga się zbliżał. Z tego powodu pojawia się tam również scena w sądzie.

## Certyfikaty i sprzedaż
| Kraj                  | Certyfikat    | Sprzedaż |
| --------------------- | ------------- | -------- |
| Wielka Brytania (BPI) | srebrna płyta | 200 000+ |